# Narcine rierai
Narcine rierai is een vissensoort uit de familie van de schijfroggen (Narcinidae). De wetenschappelijke naam van de soort is voor het eerst geldig gepubliceerd in 1991 door Lloris & Rucabado.